# Michał Borczuch
Michał Borczuch (ur. 2 czerwca 1979 w Krakowie) – polski reżyser teatralny i autor adaptacji. Inspirują go baśnie Andersena, psychoanaliza Freuda i powieści Goethego.

## Życiorys
Zanim zdecydował się na studia teatralne, wybrał Wydział Grafiki w Akademii Sztuk Pięknych w Krakowie. Został absolwentem krakowskiej Państwowej Wyższej Szkoły Teatralnej w Krakowie. Własne spektakle zaczął realizować bardzo wcześnie: KOMPOnenty Małgorzaty Owsiany miały premierę w 2005 roku. Debiut młodego reżysera został szybko włączony do repertuaru Starego Teatru. Na studiach reżyserskich asystował Kazimierzowi Kutzowi przy „Pieszo” Sławomira Mrożka (2003) i Pawłowi Miśkiewiczowi przy „Niewinie” Dei Loher (2004). Był również współpracownikiem Krystiana Lupy przy Czarodziejskim flecie Mozarta, którego premiera odbyła się w Theater an der Wien w 2006 roku. W ramach stypendium programu The Rolex Mentor and Protégé Arts Initiative Borczuch przez rok wymieniał doświadczenia z Patricem Chéreau. Za jednoczesne wprowadzanie w zachwyt i wyprowadzanie widzów z równowagi nominowany (2009, 2012, 2013) i nagrodzony (2017) Paszportem „Polityki”, nagrodą najważniejszego tygodnika opiniotwórczego w Polsce.
Reżyser zapraszał do swoich spektakli m.in. dzieci upośledzone społecznie i osoby autystyczne. Tak powstały ważne dzieła w dorobku reżysera: Lepiej tam nie idź i Paradiso. Lepiej tam nie idź (2013) powstało m.in. przy udziale dzieci z Domu Dziecka w Szamocinie, które współtworzyły scenografię, światła i materiały audiowizualne do spektaklu. W procesie improwizacji powstało baśniowe przedstawienie podnoszące temat biedy i niesprawiedliwości świata. Dziecięca perspektywa, cenna w optyce Michała Borczucha, posłużyła do opisu kapitalizmu polskich peryferiów. W Paradiso (2014) teatralny dialog między profesjonalnymi aktorami i amatorami z różnym spektrum autyzmu przerodził się w humanistyczną przypowieść zaskakującą nowatorstwem. Monika Świerkosz napisała w Didaskaliach: Czyniąc osoby autystyczne przewodnikami na drodze poznania zaklętej w arcydziele Dantego „doskonałości”, Michał Borczuch proponuje kulturowy i percepcyjny eksperyment. (...) Zaproponowana w spektaklu zmiana optyki polega na podważeniu sztywnej opozycji między tym, co „zaburzone” i tym, co „zdrowe”, zaś w sensie poznawczym – na odwróceniu „normalnego” porządku pojmowania świata, zmierzającego zawsze od konkretu do abstrakcji. W autystycznym Raju Borczucha poruszamy się w przeciwnym kierunku.
W 2007 roku Borczuch po raz pierwszy w Polsce sięgnął po nieocenzurowaną wersję dramatu Franka Wedekinda Lulu. Tragedia monstrum. Spektakl był próbą analizy seksualności w wymiarze jednostkowym i społecznym, przypominał szkic. Wkrótce reżyser zaczął pracować w Warszawie. Jego pierwszą realizacją w stolicy był Portret Doriana Graya Oscara Wilde’a (2009). Spektakl o wiecznie młodym i doskonałym Dorianie (Piotr Polak) uderzał w ideały ponowoczesności. Inspirujący się estetyką kampu reżyser sportretował współczesne pokolenie wielkomiejskich 30-latków. Wilde’owska satyra posłużyła Borczuchowi do ujawnienia lęków, jakie kryją się pod utopijnymi marzeniami artystów życia. Zrealizowany w TR Warszawa spektakl miał być dowodem na powrót do formy jednej z najważniejszych warszawskich scen. W 2010 roku reżyser powrócił do TR Warszawa ze sztuką Witkacego Metafizyka Dwugłowego Cielęcia. Sztuka Witkacego powstała w kilka lat po jego wyprawie w egzotyczne kraje ze słynnym etnografem Bronisławem Malinowskim. Jednak egzotyka u Witkacego stała się dla Michała Borczucha pretekstem do zweryfikowania pragnień i potrzeb międzyludzkich konfiguracji.
Rok 2012 przyniósł debiut Michała Borczucha na deskach teatru Schauspielhaus w Düsseldorfie. Reżyser pokazał niemieckiej publiczności spektakl inspirowany głośną książką Swietłany Aleksijewicz Wojna nie ma w sobie nic z kobiety. Do tego projektu reżyser po raz pierwszy zaprosił dramaturga Tomasza Śpiewaka. Ich współpraca trwa do dzisiaj. Jej owocami są m.in. Zachodnie wybrzeże. Powrót na pustynię Bernard-Marie Koltesa (2013) we wrocławskim Teatrze Polskim. W scenariuszu Zachodniego wybrzeża... widziano zamknięty system luster, w których odbijają się i mnożą poszczególne wątki. Bez jednej tezy i bez wyraźnego przesłania, skupiony i wymagający skupienia (Michał Kościelniak).
Pod koniec programu mentorskiego Rolexa Michał Borczuch, jako jeden z siedmiu wyselekcjonowanych twórców z całego świata, zaprezentował w Wenecji pierwsze przymiarki do spektaklu Apokalipsa, który miał później premierę w Nowym Teatrze w Warszawie (2014). Spektakl inspirowany jest zapisem ostatniej rozmowy Piera Paolo Pasoliniego i twórczością dziennikarki Oriany Fallaci. Trzecią autentyczną postacią inspirującą Michała Borczucha był Kevin Carter, fotograf, autor zdjęcia z Sudanu, na którym obok wygłodzonej dziewczynki stoi tłusty sęp. Warstwa faktograficzna stanowi jedynie pretekst dla pojawienia się upiornych postaci tworzących diagnozę kultury i społeczeństwa.

## Życie prywatne
Jest otwartym gejem.

## Realizacje teatralne
- Przemiany w Teatrze Studio w Warszawie (premiera 19 września 2021)
- Żaby w Teatrze Studio w Warszawie (premiera 6 maja 2018)
- Zew Cthulhu w Nowym Teatrze w Warszawie (premiera 24 marca 2017)[21]
- Wszystko o mojej matce w Teatrze Łaźni Nowej w Krakowie (premiera 22 kwietnia 2016)
- Faust w Teatrze Polskim w Bydgoszczy (premiera 14 marca 2015)
- Apokalipsa w Nowym Teatrze w Warszawie (premiera 29 września 2014)
- Paradiso w Teatrze Łaźni Nowej (premiera 21 czerwca 2014)
- Zachodnie Wybrzeże. Powrót na pustynię w Teatrze Polskim we Wrocławiu, Scena im. Jerzego Grzegorzewskiego (premiera 4 października 2013)
- Lepiej tam nie idź w siedzibie Społecznego Stowarzyszenia Edukacyjno-Teatralnego „Stacja Szamocin” (premiera 3 września 2013)
- Wojna nie ma w sobie nic z kobiety w Schauspielhaus Düsseldorf (premiera 21 grudnia 2012)
- Królowa Śniegu w Stadzie Ogierów Książ (premiera 30 czerwca 2012)
- Hans, Dora i Wilk w Teatrze Polskim we Wrocławiu, Scena na Świebodzkim (premiera 9 marca 2012)
- Brand. Miasto. Wybrani w Narodowym Starym Teatrze w Krakowie (premiera 2011)
- Metafizyka Dwugłowego Cielęcia w TR Warszawa (premiera 17 września 2010)
- Wieczór Trzech Króli wv Teatrze im. Jana Kochanowskiego w Opolu (premiera 27 marca 2010)
- Werter w Narodowym Starym Teatrze w Krakowie, Scena Kameralna (premiera 30 października 2009)
- Portret Doriana Greya w TR Warszawa (premiera 3 marca 2009)
- Wieczór Sierot na Festiwal Dialogu Czterech Kultur w Łodzi (premiera 8 września 2008)
- Lulu w Narodowym Starym Teatrze im. Heleny Modrzejewskiej w Krakowie, Duża Scena (premiera 26 października 2007)
- Leonce i Lena w Teatrze Dramatycznym m. st. Warszawy (premiera 10 marca 2007)
- Wielki Człowiek do Małych Interesów w Narodowym Starym Teatrze im. Heleny Modrzejewskiej Kraków, Nowa Scena (premiera 22 września 2005)